# Ешильоз
Ешильоз (ранее Домалан) — пляжный курортный поселок, расположенный в Турции, часть морского курорта Аланья на южном побережье Средиземного моря, в провинции Анталья. В Ешильозе есть большой песчаный пляж, который тянется примерно на 3 км. Здесь есть несколько небольших магазинов, множество ресторанов, парикмахерская, 2 отеля и некоторые из самых эксклюзивных частных вилл Турции.
Расположенная на прибрежной дороге между центром города Аланья и аэропортом Газипаша, деревня также имеет регулярное автобусное сообщение. Автобусы ходят каждые 15 минут и доступны с раннего утра до поздней ночи. Дорога усеяна рыбными ресторанами, отелями и магазинами. Во многих ресторанах вдоль пляжа есть частные участки пляжей, зарезервированные для гостей.
Ешильоз находится примерно в 15 минутах езды от Газипаши на юг и в 15 минутах от Аланьи на север. Новый международный аэропорт Газипаша находится в 15 минутах езды от Ешильоза.
Существуют серьезные планы развития поля для гольфа над Ешильозом.
Горы Тавр, покрытые деревьями, посаженными турецким правительством, за деревней являются истоком реки, впадающей в море. Основными видами экономической деятельности являются сельское хозяйство и туризм, а деревня находится в охраняемой зоне застройки, которая ограничила все застройки отдельными виллами.
Ешильоз является одним из пунктов назначения морских прогулок из гавани Аланьи, где лодки бросают якорь в заливах и бухтах вдоль побережья в направлении Газипаша.